# Ostra (Góry Sowie)
Ostra (niem. Spitzenberg) – góra (654 m n.p.m.) w południowo-zachodniej Polsce, w Sudetach Środkowych, w Górach Sowich.

## Położenie i opis
Wzniesienie położone jest w północno-zachodniej części Gór Sowich, w niewielkim grzbiecie Masywu Włodarza, w zakolu Walimki, pomiędzy Walimiem a Rzeczką, na południe od miejscowości Walim.
Wzniesienie o stromych zboczach, z płaskim wyrazistym kopulastym wierzchołkiem. Wyrasta ze wschodniego zbocza Mosznej.
Wzniesienia zbudowane z prekambryjskich gnejsów, nazywanych przez geologów gnejsami sowiogórskimi. Na szczycie znajduje się kilka skałek gnejsowych, osiągających wysokość do 10,0 m.
Wierzchołek i wschodnie zbocza porośnięte w całości lasem świerkowy regla dolnego z domieszką buka, z pozostałych stron ciągną się górskie łąki.
We wschodnim zboczu u podnóża nad Walimką, znajdują się wloty trzech sztolni, będących fragmentem podziemnego kompleksu budowli z okresu II wojny światowej. Wykuto tu łącznie około 1,0 km podziemnych korytarzy i komór, połączonych w jeden zespół. Sztolnie są odrestaurowane i udostępnione do zwiedzania. Przed wylotami sztolni znajduje się miejsce pamięci narodowej z pomnikiem w postaci płyty na postumencie. Obok sztolni znajduje się parking oraz pawilon.
Na północnym zboczu znajduje się narciarska trasa zjazdowa z wyciągiem, na zachodnim zboczu kilka metrów poniżej szczytu stoi stalowa wieża telekomunikacyjna.
Wzniesienie ze względu na położenie w Masywie Włodarza, w okresie II wojny światowej, objęte było szczególną tajemnicą przez III Rzeszę, w związku z budową kompleksu militarnego pod kryptonimem „Riese” (pol. Olbrzym). W masywie Ostrej znajduje się Kompleks Rzeczka nazywany Podziemne Fabryki Walim.
Wzniesienie położone jest częściowo na obszarze Parku Krajobrazowego Gór Sowich. Wschodnia strona wzniesienia wraz ze szczytem położona jest w Parku Krajobrazowym Gór Sowich, zachodnia znajduje się poza parkiem.

## Szlaki turystyczne
U podnóża wzniesienia, obok sztolni przechodzi:
- czarny – Szlak Martyrologii z Jugowic przez Walim do Kolców i Głuszycy Górne.